# Makua

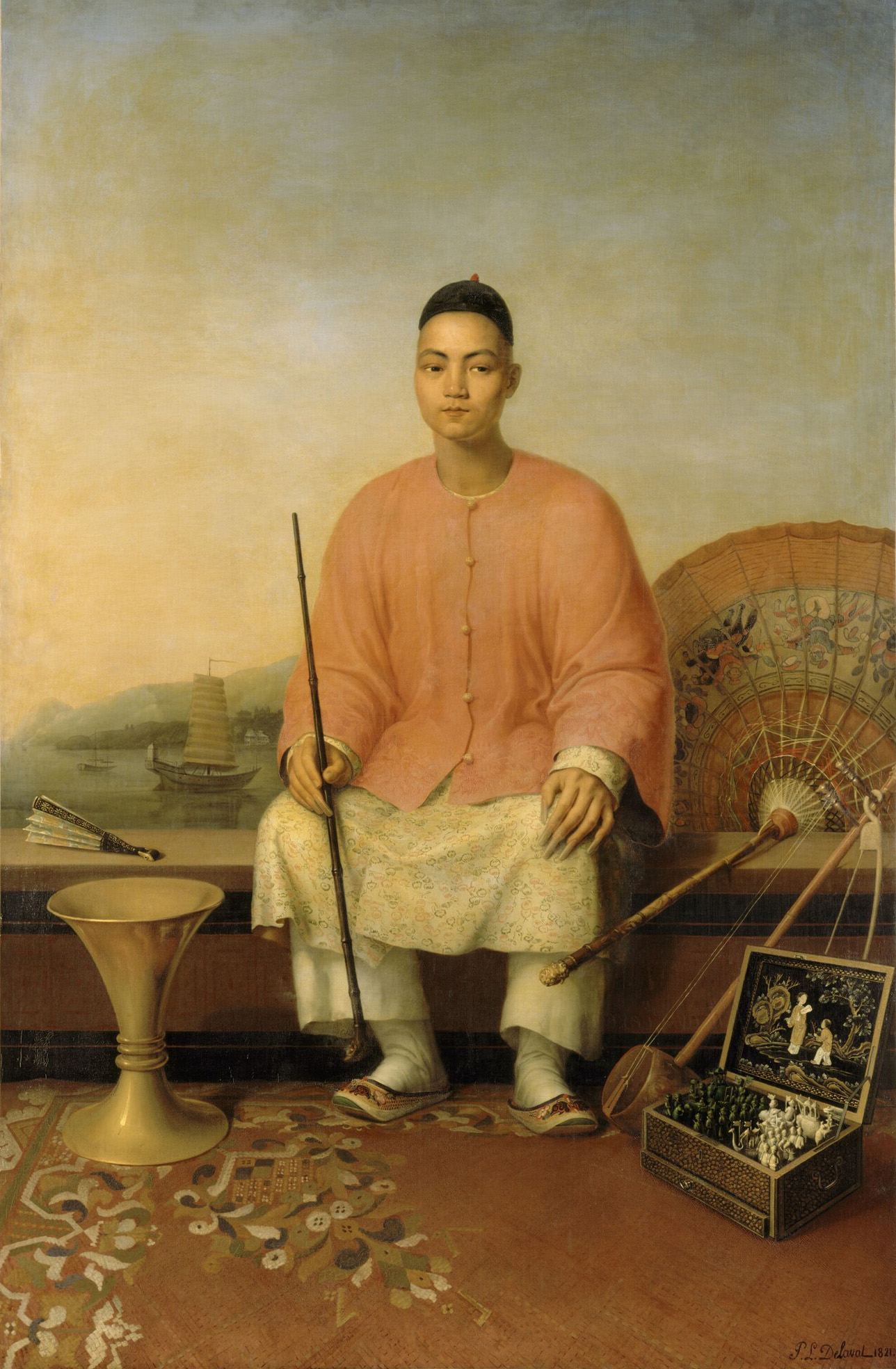
Makuát (Maguát) viselő mandzsu Pierre-Louis Delaval festményén

A makua (magua) (egyszerűsített kínai: 马褂, hagyományos kínai: 馬褂, pinjin: magua; mandzsu: ᠣᠯᠪᠣ olbo) a kínai Csing-dinasztia (Qing-dinasztia) (1644–1911) idejében használatos férfi felsőruha, melyet a tunikaszerű mansi csangsan (manshi changshan) (滿式長衫) felett viseltek. A makua (magua) derékig ér, elől öt gomb kapcsolja össze, ujjai kissé rövidek és szélesek. Számos változata létezett: ujjatlan (单; san (shan)), kapcsos (夹; csia (jia)), bőr (皮; pi), pamut (纱; sa (sha)), steppelt (棉; mien (mian)) s egyebek. A Csing (Qing) Sun-cse császár (Shunzhi császár) (u. 1643-1661) uralkodásától Kang-hszi császár (Kangxi császár) (u. 1661-1722) idejéig Kína-szerte a mandzsuk hordták, amikortól is az egész Csing (Qing) Kínában népszerűvé vált.
A ruhadarab neve szó szerint „lovaglókabát”-ot jelent, s eredetileg egyszerű, felöltőszerű viselet volt, melyet azért hordtak, hogy lovaglás és egyéb mindennapi tevékenységek során a csangsan (changshan)t megóvják. Idővel a makua (magua) maga is egyre kifinomultabbá lett, s a tisztviselők számára egyenruháik integráns részévé vált; egyik változata, a császári sárga köpeny az adott személy császári felhatalmazását jelezte.
A makua (magua) a basalm-köpeny (鳳仙裝, fenghszien csuang (fèngxiān zhuāng)) és az állógalléros tangcsuang (tangzhuang) elődje.

## Amakua(magua)a kínai kultúrában

### A tucsia kisebbség
A tucsiák népe a Kína által hivatalosan elismert ötvenhat etnikai kisebbség egyike. Mind a férfiak, mind a nők elsősorban szoknya- s kabátszerű ruhadarabokat hordanak, főleg fekete és kék színekben járnak. Az 1730-as évektől kezdve mind a férfiak, mind a nők nemüket jobban megkülönböztető viseletet kezdtek hordani. A középen elől gombolódó makuát (maguát) a férfiak hosszú kék köpeny felett viselik. Színe ünnepélyes ruhadarab esetén fekete, köznapi viseletben lehet vörös, zöld vagy szürke, elütő színű, gyakran fehér, széles nadrággal. Szerszámok vagy más tárgyak magukkal hordásához a férfiak derekukra szalagot kötöttek, s fehér vagy fekete turbánt viseltek. A nők baloldalt gombolódó, széles és rövid ujjú, az ujjszéleknél és a gallérnál díszített hosszú köpenyt viseltek, melyet piros és fekete kockás, virágokkal és egyék motívumokkal hímzett selyemszoknyával (pafu locsün (bafu luoqun)), „nyolcszéles szoknya”) egészítettek ki.
A makua (magua) a társadalmi státuszt is jelezte, s a férfiak igyekeztek minél többet átemelni a többségi han kínai ruhaviselési etikettből. A makuát gyakran viselték együtt szőrmekabáttal, selyemköpennyel és fejre simuló fejfedővel. Az 1950-es évek elejére azonban véget ért ezen öltözködési stílus népszerűsége.

## Egyéb változatok

### A burmaitaikpon

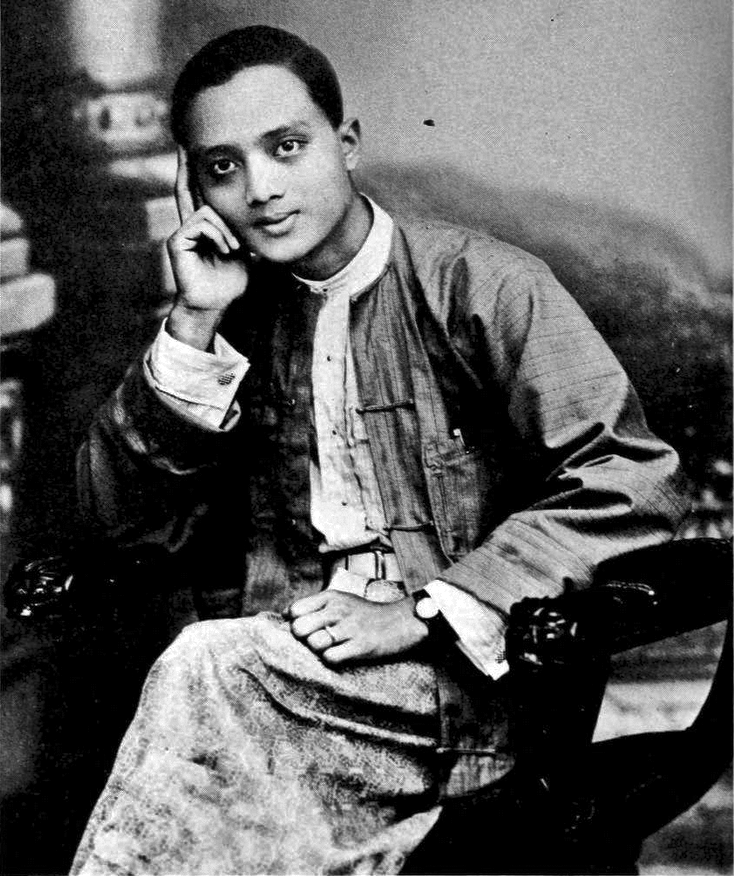
U Thant gallértalan ing felé húzott taikponban.

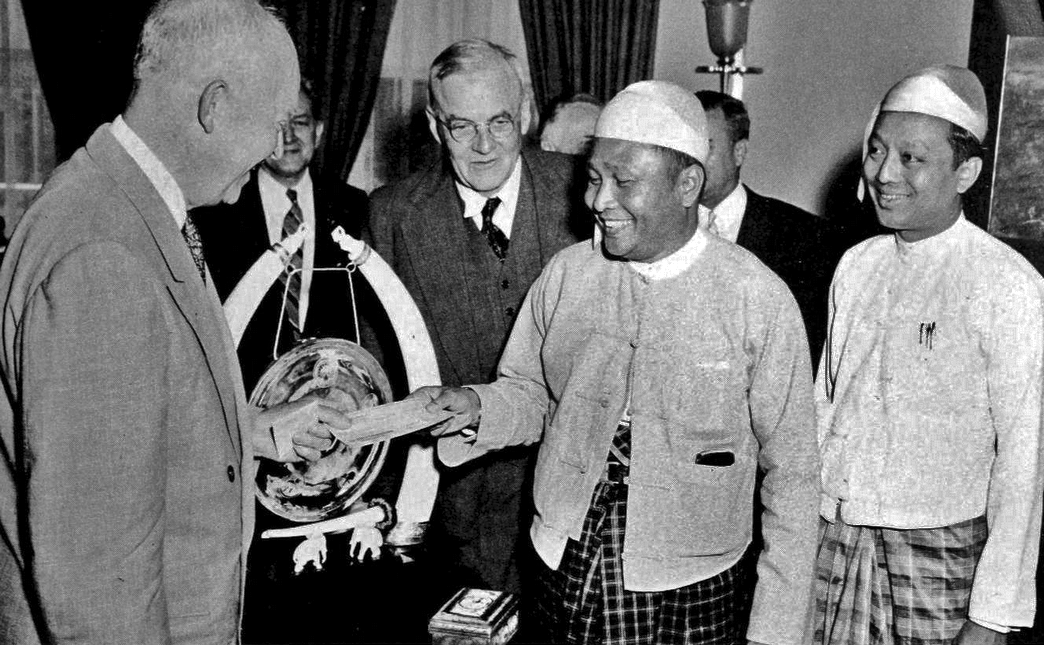
Taikpont viselő burmai politikusok.

A taikpon eingyi (တိုက်ပုံအင်္ကျီ), a burmai férfiak hagyományos felsőruházata a makua (magua) leszármazottja. Viselete a Konbaung-dinasztia (1752-1885) kései szakaszában terjedt el, s a gyarmati időkben vált a a hagyományos alkalmi öltözet kötelező darabjává.

### A koreaimagodzsa
A magodzsa, a hagyományos koreai öltözékkel, a hanbokkal együtt viselt hosszú felöltőszerű kabát a makua (magua) leszármazottja, melyet a koreaiak azután ismertek meg, hogy Hungszon Tevongun, Kodzsong koreai császár apja 1887-ben visszatért mandzsúriai politikai száműzetéséből.

## Fordítás
- Ez a szócikk részben vagy egészben  a   Magua (clothing) című angol Wikipédia-szócikk ezen változatának fordításán alapul.  Az eredeti cikk szerkesztőit annak laptörténete sorolja fel. Ez a jelzés csupán a megfogalmazás eredetét és a szerzői jogokat jelzi, nem szolgál a cikkben szereplő információk forrásmegjelöléseként.